# Калінський Анатолій Миколайович
Калінський Анатолій Миколайович (12 липня 1946, Рибниця, Молдова — 10 січня 2018, Київ, Україна) — тренер з дзюдо. Майстер спорту з самбо (1965) та дзюдо (1974). Заслужений тренер УРСР (1986). Заслужений працівник фізичної культури і спорту України (2000). Нагороджений орденом «За заслуги» 3-го ступеня (2008).
Закінчив Київський інститут фізичної культури у 1976 році (нині Національний університет фізичного виховання і спорту України). Відтоді там і працював у 1985—1993 рр. викладачем кафедри спортивних єдиноборств.
У 1990 році відкрив спортивний комплекс «Сокіл» (Київ), де працював тренером. Старший тренер національної збірної команди України у період 2000—2009 рр. Від 2011 року — тренер-викладач Національного університету державної податкової служби України.
Серед вихованців — Геннадій Білодід, Роман Гонтюк, Валентин Греков, Руслан Машуренко, Муса Настуєв, Володимир Сорока.